# Chữ Nôm
Chữ Nôm (𡨸喃, literalmente ‘caracteres del sur', inicialmente también llamado 國音 "quốc âm" o 𡨸南 "chữ nam") es un sistema de escritura logográfico que se utilizó en el pasado para escribir el vietnamita. Utiliza el conjunto estándar de caracteres chinos tradicionales, para representar el vocabulario sino-vietnamita y algunas palabras vietnamitas, mientras que otras se escriben utilizando caracteres locales creados a partir del modelo chino.
Aunque la escritura formal en Vietnam se hacía en chino clásico (en vietnamita: cổ văn 古文 o văn ngôn 文言) hasta principios del siglo XX (excepto por breves intervalos), el chữ Nôm se utilizó ampliamente entre los siglos XV y XIX por la élite educada de Vietnam (incluso mujeres) para obras populares, muchas de ellas en verso. La historia de Kiều, una de las muestras más conocidas de la literatura vietnamita, se escribió con el sistema chữ Nôm.
En la década de 1920, el alfabeto vietnamita basado en el latino desplazó al chữ Nôm como la forma preferida para escribir el idioma. Aunque en la actualidad los caracteres chữ Nôm solo se enseñan en niveles universitarios, todavía se utilizan con fines decorativos, históricos y como símbolos de buena suerte con valor ceremonial. La preservación y estudio de los textos en chữ Nôm y también los textos vietnamitas en chino clásico se lleva a cabo por el Instituto de Estudios Hán-Nôm en Hanói.

## Etimología
La palabra vietnamita chữ (carácter) se deriva del chino antiguo 字, con el mismo significado. La palabra Nôm significa "del sur" , proveniente del chino medio 南, que significa sur.
Hay muchas maneras de escribir chữ Nôm en los caracteres chữ Nôm:
字喃，𫳘（⿰字宁）喃，𪧚（⿰字守）喃，𡨸喃，茡喃，芓喃，𫿰（⿰字文）喃，𡦂喃，佇喃，宁喃
字諵，𫳘（⿰字宁）諵，𪧚（⿰字守）諵，𡨸諵，茡諵，芓諵，𫿰（⿰字文）諵，𡦂諵，佇諵，宁諵

## Terminología
El Chữ Nôm es el sistema de escritura logográfico del idioma vietnamita. Se basa en el sistema de escritura chino pero añade un alto número de caracteres nuevos para hacerlo encajar con el idioma vietnamita.
El conjunto de caracteres del chữ Nôm es muy extenso, más de 20 000 caracteres y tiene los mismos defectos de los caracteres chinos en general, por ejemplo, arbitrariedades en composición e inconsistencias en la pronunciación.
En vietnamita, los caracteres chinos se llaman chữ Hán (字漢 ‘caracteres han’), Hán tự (漢字 ‘caracteres han’), Hán văn (漢文 ‘caracteres han’), o chữ nho (字儒 ‘caracteres confucianos’). Hán văn (漢文) también significa literatura china, y literalmente significa ‘literatura han’.
En vietnamita el término Hán Nôm (漢喃 ‘caracteres Han y chữ Nôm’) designa el conjunto de material escrito premoderno, ya sea con chino (chữ hán) o en vietnamita (chữ Nôm). Textos Hán y Nôm se pueden encontrar en el mismo documento, por ejemplo, en el caso de traducciones de libros de medicina tradicional china, o la historia budista Cổ Châu Pháp Vân phật bản hạnh ngữ lục (1752) es un relato del budismo temprano en Vietnam, ambos con textos paralelos en escritura Hán y chữ Nôm. El jesuita Girolamo Maiorca (1605–1656) también utilizó textos paralelos Hán y Nôm.
El término chữ quốc ngữ (𡨸國語

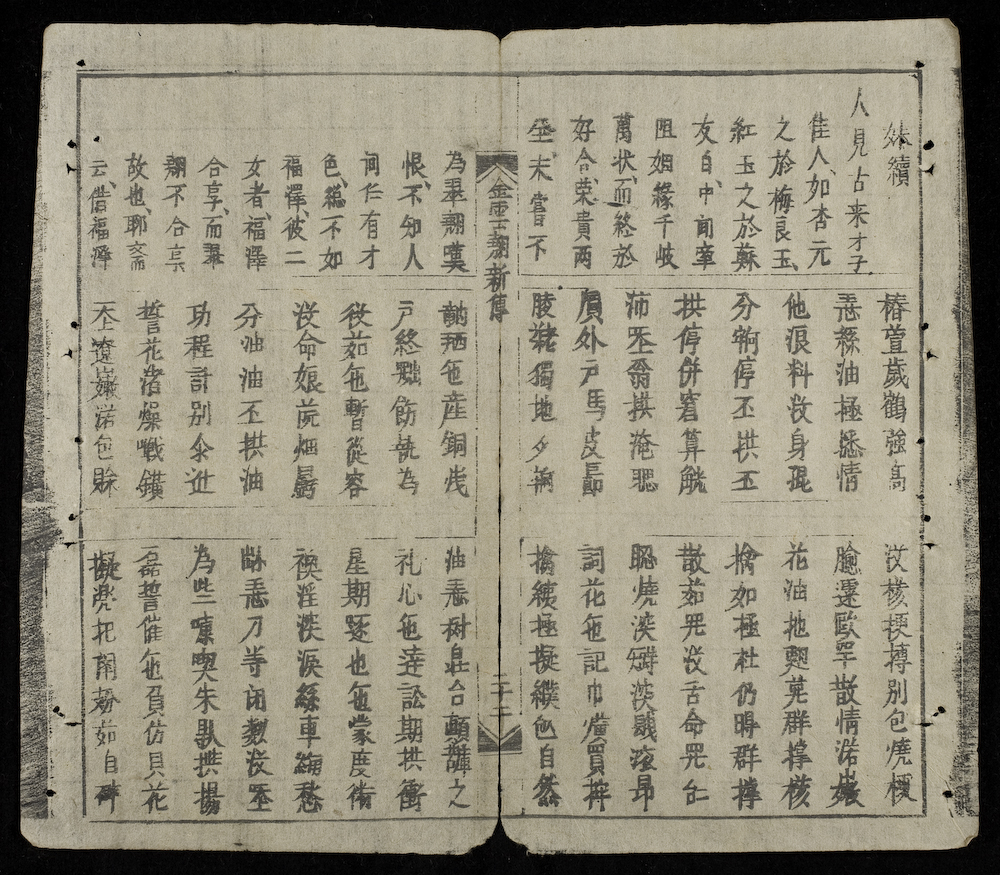

"escritura de la lengua nacional") se refiere al sistema de escritura romanizado, es decir el alfabeto vietnamita.

## Historia

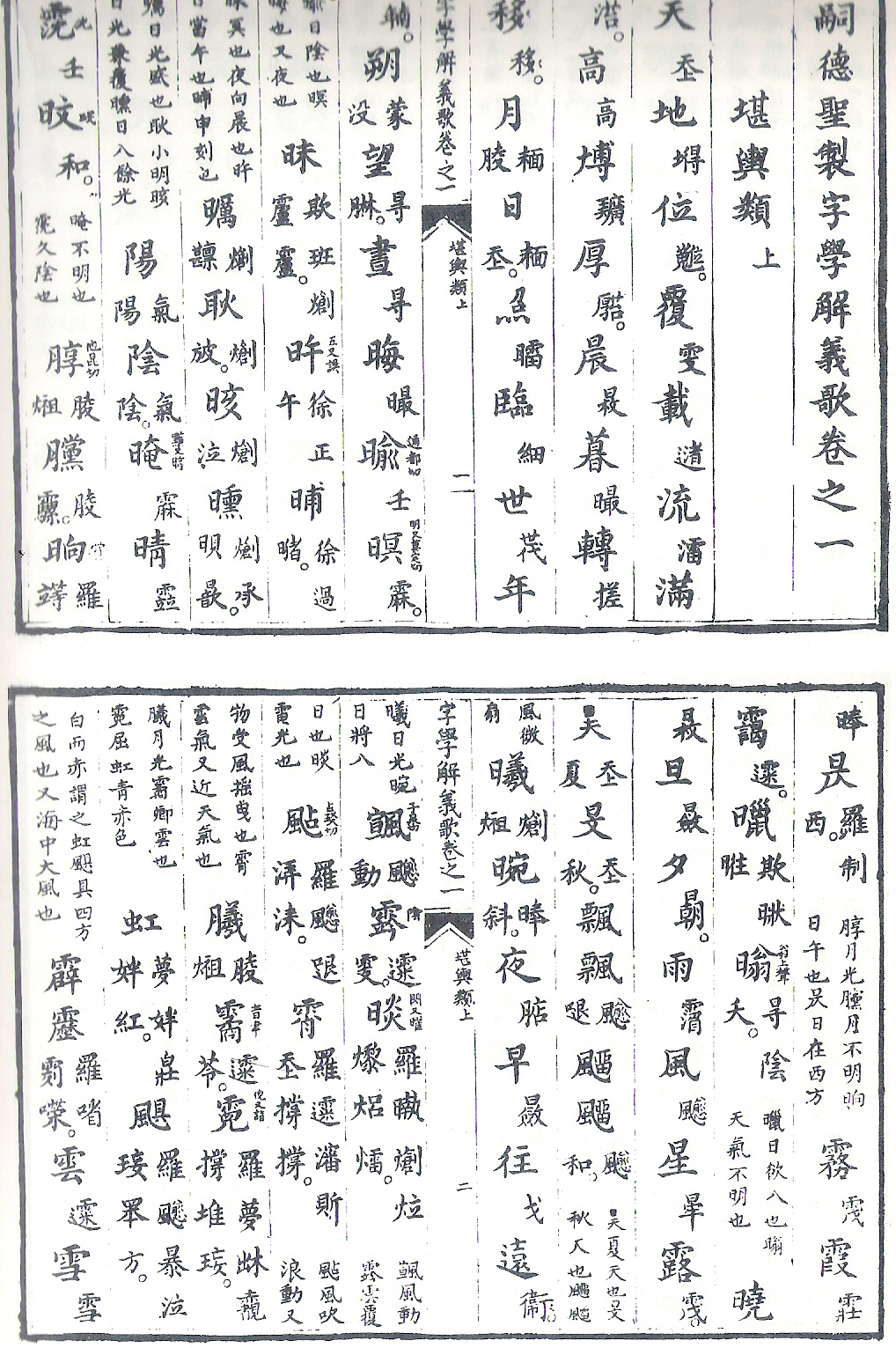
A page from Tự Đức Thánh Chế Tự Học Giải Nghĩa Ca (嗣德聖製字學解義歌
), a 19th-century primer for teaching Vietnamese children Chinese characters. The work is attributed to Emperor Tự Đức, the 4th Emperor of the Nguyễn Dynasty. In this primer, chữ Nôm is used to gloss the Chinese characters, for example, 𡗶
is used to gloss 天
.

Los caracteres chinos fueron introducidos a Vietnam después que la dinastía Han conquistó el país en 111 a. C. La independencia se consiguió en 939, pero el chino clásico se adoptó para fines oficiales en 1010. Para la mayor parte del periodo hasta principios del siglo XX, la escritura formal era indistinguible de obras en chino clásico contemporáneas hechas en China, Corea y Japón.
De esta manera, los eruditos vietnamitas estaban íntimamente familiarizados con la escritura china. Para registrar su legua nativa aplicaron los principios estructurales de los caracteres chinos para desarrollar el chữ Nôm. La nueva escritura se utilizaba principalmente para documentar canciones populares y literatura popular. El vietnamita escrito en chữ Nôm reemplazó brevemente al chino para fines oficiales durante la dinastía Hồ (1400–1407) y la dinastía Tây Sơn (1778–1802), pero en ambos casos fue revertido.

### Evidencia más antigua
El uso de caracteres chinos para escribir el vietnamita se puede rastrear a una inscripción con los caracteres "布蓋", como parte de un título póstumo para Phùng Hưng, un héroe nacional que logró expulsar a los chinos, aunque sólo brevemente a finales del siglo VIII. Estos caracteres literalmente significan "ropa" y "cubierta" en chino pero cuando se pronuncian en vietnamita, el valor fonético se utiliza para representar vua cái ("gran rey"), o en vietnamita arcaico bố cái ("pare y madre", respetado como los padres de uno mismo). Durante el siglo X, el fundador de la dinastía Đinh (968-979) llamó al país Đại Cồ Việt (大瞿越). El segundo carácter del título es un ejemplo temprano del uso de caracteres chinos para representar palabras vietnamitas nativas, aunque la palabra que representaba aún es discutido
Los objetos más antiguos con inscripciones en chữ Nôm son una estela (1209) en el templo de Bảo Ân que contiene 18 caracteres nombrando pueblos y personas y otra más en Hộ Thành Sơn en la provincia de Ninh Bình (1343), un listado de 20 pueblos.
Se dice que el primer trabajo literario en vietnamita fue un encantamiento en verso, compuesto en 1282 por el ministro de justicia Nguyễn Thuyên y lanzando al río rojo para expulsar a un cocodrilo amenazante. El texto en chữ Nôm más antiguo que aún existe es una antología de poesía del emperador Trần Nhân Tông, escrita en el siglo XIII.

### Dinastía Hồ (1400-1407) y la conquista Ming (1407-1427)
Durante los siete años de la dinastía Hồ (1400–1407), el chino clásico fue desalentado en favor de un vietnamita vernáculo escrito en chữ Nôm, que se volvió la escritura oficial.El emperador Hồ Quý Ly incluso ordenó la traducción del clásico de historia a escritura Nôm, también fomentó la reinterpretación de pensamientos confucianos en su libro Minh đạo. Estos esfuerzos se vieron reducidos con la caída de la dinastía Hồ y la conquista China de 1407 que duró veinte años, en los que el lenguaje vernacular y la escritura popular fueron reprimidas.
Durante la ocupación de la dinastía Ming en Vietnam, los tipos móviles en chữ Nôm, libros e inscripciones fueron completamente destruidos, dando como resultado que los textos más antiguos existentes datan de la era posterior a la ocupación.

### Dinastías Lê (1428-1788), Tây Sơn (1788-1802) y Nguyễn (1802-1945)

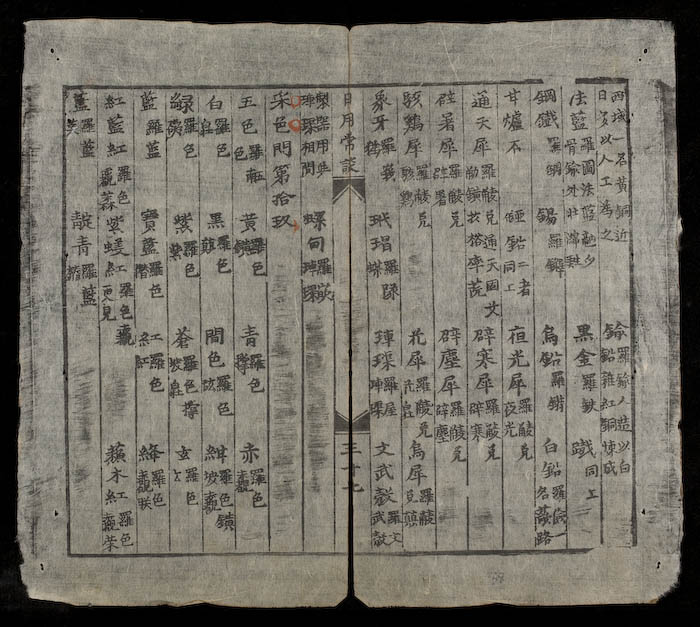
Una página del diccionario bilingüe Nhật dụng thường đàm (1851). Los caracteres que representan palabras en Hán (chinos) está explicado en Nôm (vietnamita).

Entre los trabajos más antiguos en Nôm de este periodo, están los escritos de Nguyễn Trãi (1380–1442). El corpus de trabajos hechos en Nôm creció con el paso del tiempo así como las compilaciones eruditas de la escritura misma. La autoría de Chỉ nam ngọc âm giải nghĩa (La explicación de la guía de los sonidos enjoyados) se le da generalmente a Trịnh Thị Ngọc Trúc, una consorte del rey Lê Thần Tông, un diccionario bilingüe Han-Nôm de 24 mil caracteres hecho entre el siglo XV y el XVIII, muy probablemente entre 1641 y 1761.
La palabra vietnamita chữ (carácter) se deriva del chino antiguo 字, con el mismo significado. La palabra Nôm significa "del sur" , proveniente del chino medio 南, que significa sur.
Hay muchas maneras de escribir chữ Nôm en el sistema de escritura:

## Textos escritos en chu chữ Nôm

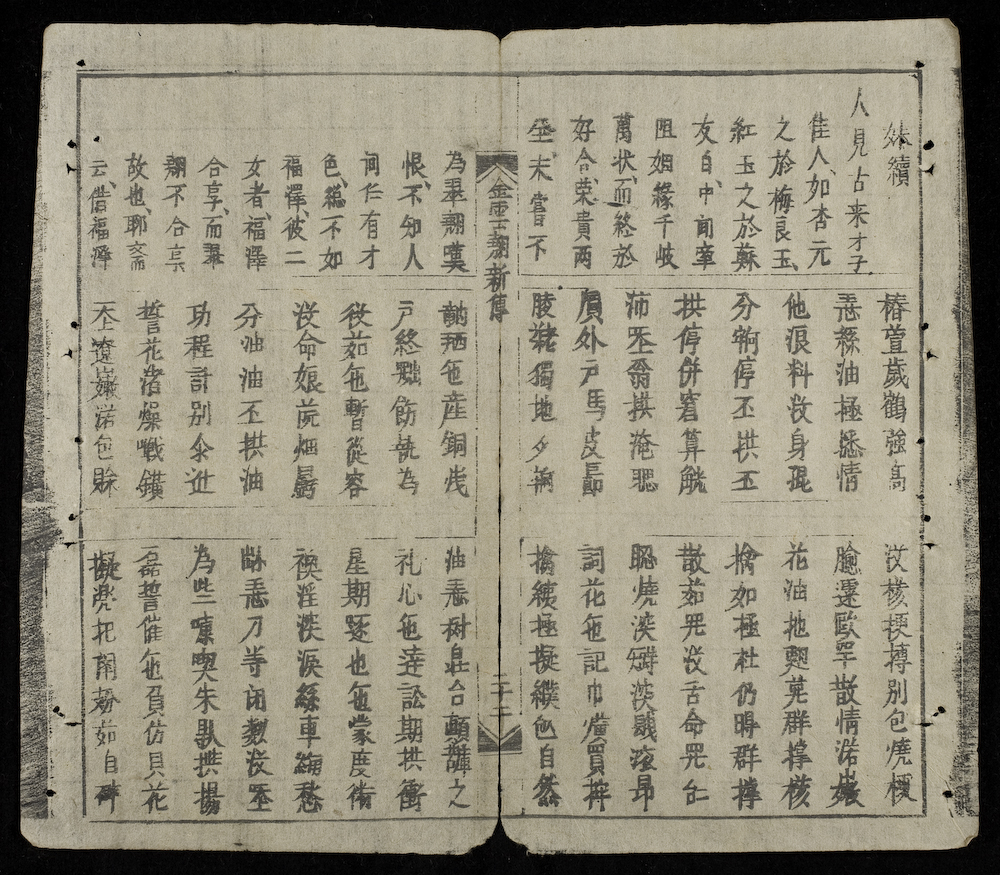

- Đại Việt sử ký tiệp lục tổng tự.[25] Esta historia de Vietnam fue escrito durante la Tây Sơn de la Dinastía. El original es de la etnia Han, y también hay un chữ Nôm de la traducción.
- Nguyễn Du, El Cuento de Kieu (1820)
- Nguyễn Trãi, Quốc âm thi tập ("Lengua Nacional de Poesía de Compilación")
- Phạm Đình Hồ, Nhật Dụng Thường Đàm (1851). Una de Han-a-chữ Nôm diccionario Vietnamita altavoces.
- Nguyễn Đình Chiểu, Lục Văn Tiên (siglo 19)
- Đặng Trần Côn, Chinh Phụ Ngâm Khúc (siglo 18)
- Hồ Xuân Hương (siglo 18) poetisa

## Sintaxis
Los poemas traducidos del chino a veces retenían la sintaxis china y las formas poéticas que los traducidos al coreano o al japonés. Sin embargo, conforme la literatura en Nôm se desarrolló, se fue liberando de la sintaxis china.

## Caracteres
En chữ Nôm, cada palabra monosilábica del vietnamita se representaba con un carácter, fuese préstamo del chino o creado localmente. No se desarrolló ningún silabario como el kana japonés ni un alfabeto como el hangul coreano. De alguna manera por la naturaleza analítica del vietnamita, al contrario de la morfología aglutinante del japonés y el coreano.

### Préstamo de caracteres
Los caracteres chinos sin modificar fueron utilizados de tres formas diferentes.
Una gran parte del vocabulario vietnamita son préstamos del chino de la dinastía Tang. El cual se puede escribir con el carácter chino original. Por ejemplo:
- 役 dịch ("servicio", "corvea"), del chino medio temprano /jwiajk/
- 本 bản ("raíz", "basamento"), del chino medio temprano /pən'/
- 頭 đầu ("cabeza"), del chino medio temprano /dəw/

Para representar palabras nativas vietnamitas, uno de los métodos era usar un carácter chino para una palabra china de significado similar. Por ejemplo 本, que también puede representar vốn ("capital, fondos"). Cuando un carácter tenía dos lecturas, se añadía una marca diacrítica para indicar la lectura nativa. Por lo tanto 本 se leía vốn cuando estaba escrito 本㆑, con un diacrítico en la esquina superior izquierda. En este caso la palabra vốn es en realidad un préstamo chino más antiguo aceptado como palabra vietnamita. William Hannas considera que todas esas lecturas son préstamos previos similares.

### Caracteres inventados localmente

El carácter chữ Nôm para phở, un caldo popular hecho de tallarines de arroz. Se añadió al Unicode 8.0 como parte de los Ideogramas unificados CJK Extended-E (𬖾, U+2C5BE). El radical 米 a la izquierda sugiere que el significado del carácter está relacionado con el arroz. El recordatorio 頗 es fonético, un carácter chino utilizado para indicar la pronunciación.

En contraste con los pocos cientos de kokuji japoneses y los pocos gukja coreanos, que son usados rara y principalmente para fenómenos nativos, los escribas vietnamitas crearon miles de caracteres nuevos, utilizados en el idioma
Como en el sistema de escritura chino, los caracteres inventados más comunes eran las combinaciones fonosemánticas, hechas con dos caracteres o componentes, uno denotando el significado y el otro un sonido aproximado. Por ejemplo:
- 𠀧 (ba "tres") está compuesto de la parte fonética 巴 (Lectura sinovietnamta: ba) y la parte semántica 三 "tres". "Padre" también es ba, pero se escribe 爸 (⿱父巴), mientras que tortuga es con ba ba (昆蚆蚆; ⿰虫巴).
- 媄 (mẹ "madre") tiene 米 "mujer" como el componente semántico y 美 (Lectura sinovietnamita: mỹ) como parte fonética[lower-alpha 2]

## Codificación computacional
En 1993 el gobierno vietnamita lanzó una codificación estándar de 8 bits para su alfabeto (TCVN 5712:1993, or VSCII), así como una estándar de 16 bits para chữ Nôm (TCVN 5773:1993). A este grupo de glifos se les conoce como "V0". En 1994 el Grupo Relator Ideográfico aceptó incluir los caracteres chữ Nôm como parte de Unicode. Un estándar corregido, TCVN 6909:2001, define 9,299 glifos. Cerca de la mitad de estos glifos son específicos de Vietnam. Los caracteres chữ Nôm que no habían sido codificados se añadieron a la Extensión B de Unicode. Estos caracteres tienen códigos hexadecimales de cinco dígitos. Los anteriores tenían cuatro dígitos hexadecimales.
| Carácter | Composición | Chữ Nôm | Han Viet   | Español                    | Unicode  | V Source | Otras Fuentes |
| --- | ----------- | ------- | ---------- | -------------------------- | -------- | -------- | ------------- |
| 吧 | ⿰口巴      | ba      | ba         | [Partícula final enfática] | U+5427   | V0-3122  | G0,J, KP,K,T  |
| 傷 | ⿰亻 ⿱𠂉昜 | thương  | thương     | Amar                       | U+50B7   | V1-4C22  | G1,J, KP,K,T  |
| 𠊛 | ⿰㝵人      | người   | ngại (碍)  | Personas                   | U+2029B  | V2-6E4F  | Ninguna       |
| 㤝 | ⿰忄充      | suông   | song       | Interesarse en             | U+391D   | V3-313D  | G3, KP,K,T    |
| 𫋙 | ⿰虫強      | càng    | cường (強) | Garra, Pinza               | U+2B2D9  | V4-536F  | Ninguna       |
| 𫡯 | ⿰朝乙      | giàu    | trào (朝)  | Riqueza                    | U+2B86Fc | V4-405E  | Ninguna       |
| Clave: G0 = China (GB 2312); G1 = China (GB 12345); G3 = China (GB 7589); GHZ = Hanyu Da Zidian; J = Japón; KP= Corea del Nore; K = Corea del Sur; T = Taiwán. Fuentes (en inglés): Unihan Database, Vietnamese Nôm Preservation Foundation, "Code Charts - CJK Ext. E" (N4358-A).. |             |         |            |                            |          |          |               |